# Ratsschänke (Eppingen)

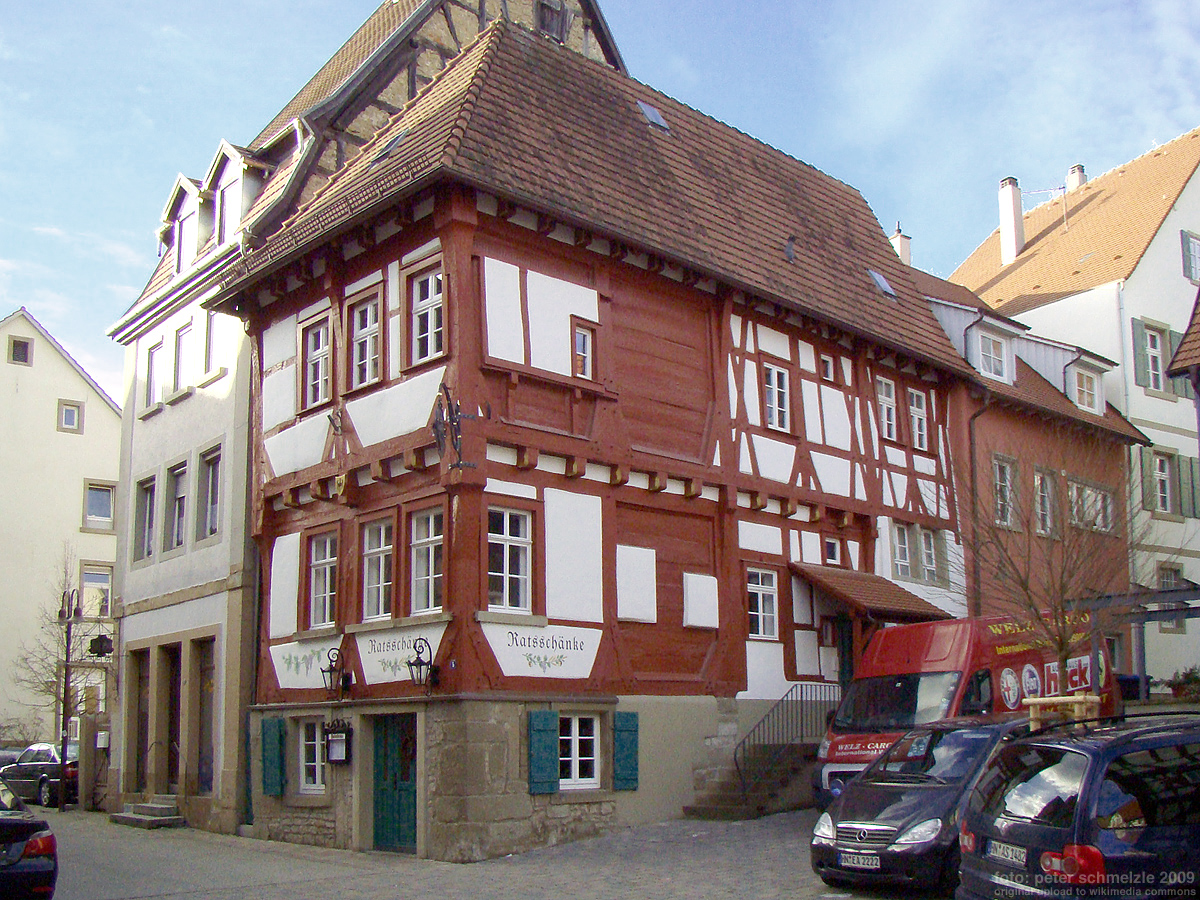
Ratsschänke in Eppingen

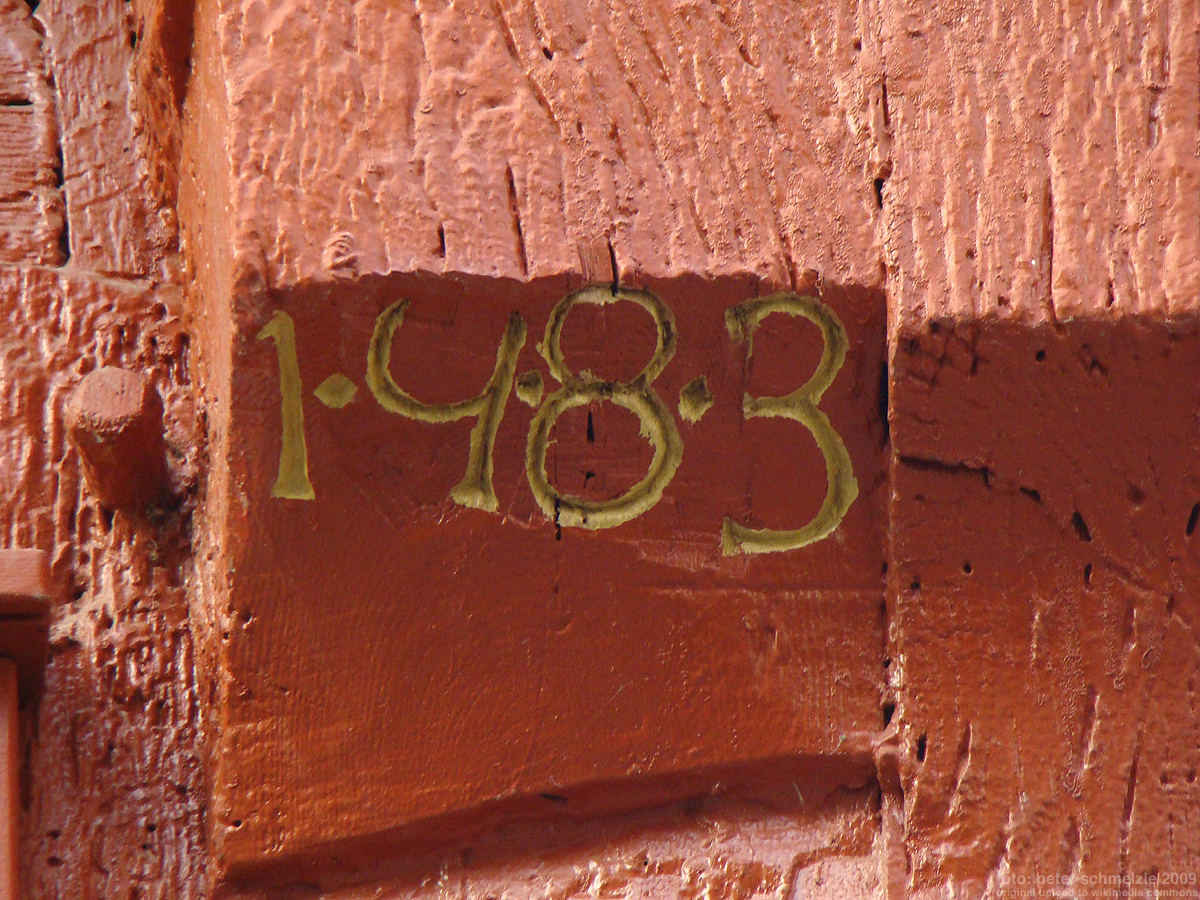
Nachdem man das Gebäude einst auf 1388 datiert hat, nimmt man inzwischen an, dass es 1483 erbaut wurde

Das Ratsschänke genannte Gebäude in Eppingen im Landkreis Heilbronn im nördlichen Baden-Württemberg ist ein historisches Fachwerkhaus am alten Marktplatz der Stadt.

## Geschichte
Das Gebäude an der Ecke Altstadtstraße/Zunfthausgasse (Haus Altstadtstraße 5) stand lange Zeit neben dem im 19. Jahrhundert abgerissenen Alten Rathaus am mittelalterlichen alten Marktplatz, dem historischen Wirtschaftszentrum der Stadt. Ältere Literatur datiert das Haus auf das Jahr 1388, da sich an einem Eckbalken jene in arabischen Ziffern ausgeführte Datierung befand. Sowohl Fachwerkbauweise als auch Datierung mit arabischen Zahlen wären für jene Zeit äußerst selten. Vom Baujahr 1388 ausgehend wäre das Haus vermutlich von der Eppinger Familie Hug (oder Haug) errichtet worden, als deren Wappentier der gelegentlich als frühes Stadtwappen interpretierte einköpfige Adler an einem Balkenkopf in Betracht kommt. Die reiche Haugin, Katharina Hugin, stiftete 1421 die Nikolauspfründe. Gemäß der inzwischen verworfenen Datierung auf 1388 galt das Gebäude als ältestes Fachwerkhaus im Elsenzgau. Seitdem man annimmt, dass die Ratsschänke erst im späten 15. Jahrhundert errichtet wurde, gilt das etwas weiter östlich liegende Bäckerhaus von 1412 als ältestes bekanntes Fachwerkhaus im Kraichgau.
Neuere Erkenntnisse und eine heute an einem Balkenkopf zu findende Datierung benennen das Baujahr der Ratsschänke mit 1483. Das Gebäude war das Kaplaneihaus der Nikolauspfründe, bevor es im Zuge der Reformation an die geistliche Administration der Kurpfalz in Heidelberg kam, die es am 23. April 1584 für 300 Gulden an Schultheiß, Bürgermeister und Rat der Stadt Eppingen veräußerte. Im Besitz der Stadt wurde das Haus wohl als Dienstwohnung für Stadtschreiber oder Schultheiß genutzt und von der Stadt unterhalten.
Am 11. Februar 1749 gelangte das Stadthaus neben dem Rathaus für 390 Gulden an Johann Georg Rieger, der am selben Tag für weitere 400 Gulden auch das Stadtfleischhaus (die heutige Alte Universität) erwarb. Das Haus wechselte bis heute häufig den Besitzer, die genaue Besitzgeschichte ist nur lückenhaft bekannt.
Das zweigeschossige Fachwerkgebäude wies einst drei Geschosse auf. Das obere Stockwerk und das Giebeldach wurden jedoch nach dem Ersten Weltkrieg wegen bedrohlicher Schieflage abgenommen, stattdessen wurde das verbliebene Gebäude mit einem Walmdach überdeckt. Das Fachwerk des Gebäudes war zeitweilig durch Putz überdeckt.
Das Gebäude wird in alten Urkunden zumeist Stadthaus genannt und könnte auch mit dem im frühen 18. Jahrhundert genannten oberen Rathaus identisch sein. Die Bezeichnung Ratsschänke hat sich erst in jüngerer Zeit entwickelt und nimmt Bezug auf das einst benachbarte Alte Rathaus. Eine Gaststätte befindet sich jedoch erst seit wenigen Jahren in dem Gebäude, historisch konnte eine solche Verwendung des Gebäudes nicht nachgewiesen werden.